# آنا هاماليانين
آنا هاماليانين (بالفنلندية: Anna Hämäläinen)‏ هي عداءة سريعة فنلندية، ولدت في 24 مارس 1994 في موسكو في روسيا.

## وصلات خارجية
- آنا هاماليانين على موقع الاتحاد الدولي لألعاب القوى (الإنجليزية)